# فيدا أنيم
فيدا أنيم (بالإنجليزية: Vida Anim) هي عداءة مسافات قصيرة غانية ولدت في يوم 7 ديسمبر 1983 في مدينة أكرا عاصمة غانا، إختصت فيدا في سباقات ال100 و200 متر، وشاركت في الفريق الغاني للنساء في سباقات 4×100 متر ومثلت غانا في الألعاب الأولمبية في دورات 2000 و2004 و2008 و2012، أفضل زمن شخصي في سباق 100 هو 11.14 ثانية سجلته في سنة 2004 وهو أفضل رقم وطني لغانا حتى الآن، وفي سباق ال200 متر سجلت 22.81 في سنة 2006.

## روابط خارجية
- فيدا أنيم على موقع الاتحاد الدولي لألعاب القوى (الإنجليزية)
- فيدا أنيم على موقع اللجنة الأولمبية الدولية (الإنجليزية)
- فيدا أنيم على موقع أوليمبيديا (الإنجليزية)
- فيدا أنيم على موقع اتحاد ألعاب الكومنولث (مؤرشف) (الإنجليزية)
- فيدا أنيم على موقع دورة ألعاب الكومنولث 2006 (مؤرشف) (الإنجليزية)